# Affichage mécanique
L'affichage mécanique permet d'afficher de l'information à l'aide d'éléments mécaniques.

## Types d'affichage
- L'affichage mécanique statique
  - Les affiches
- L'affichage mécanique dynamique
  - Aiguille
    - Horloges et montres
    - Appareil de mesure
    - Compteurs sur tableaux de bord
    - Télégraphe de Chappe

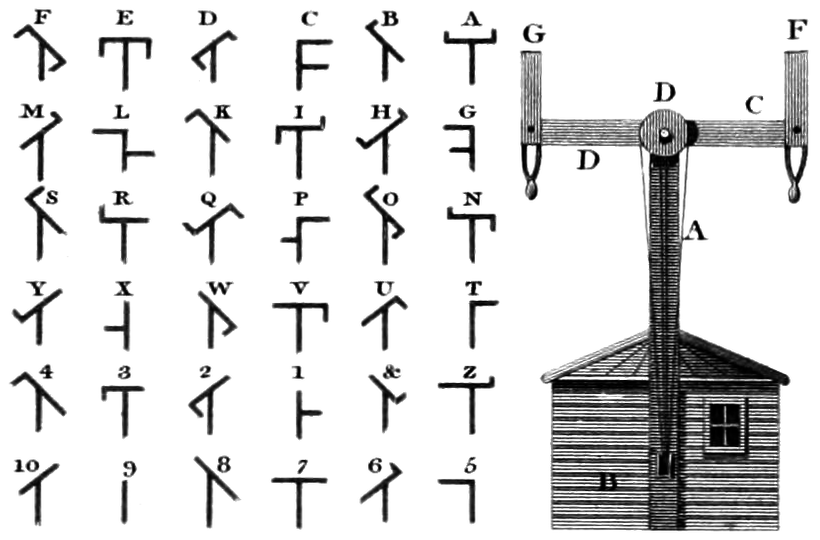
Télégraphe de Chappe.

    - sémaphore de signalisation des chemins de fer

  - Bandes déroulantes (Panneau frontal des anciens bus)

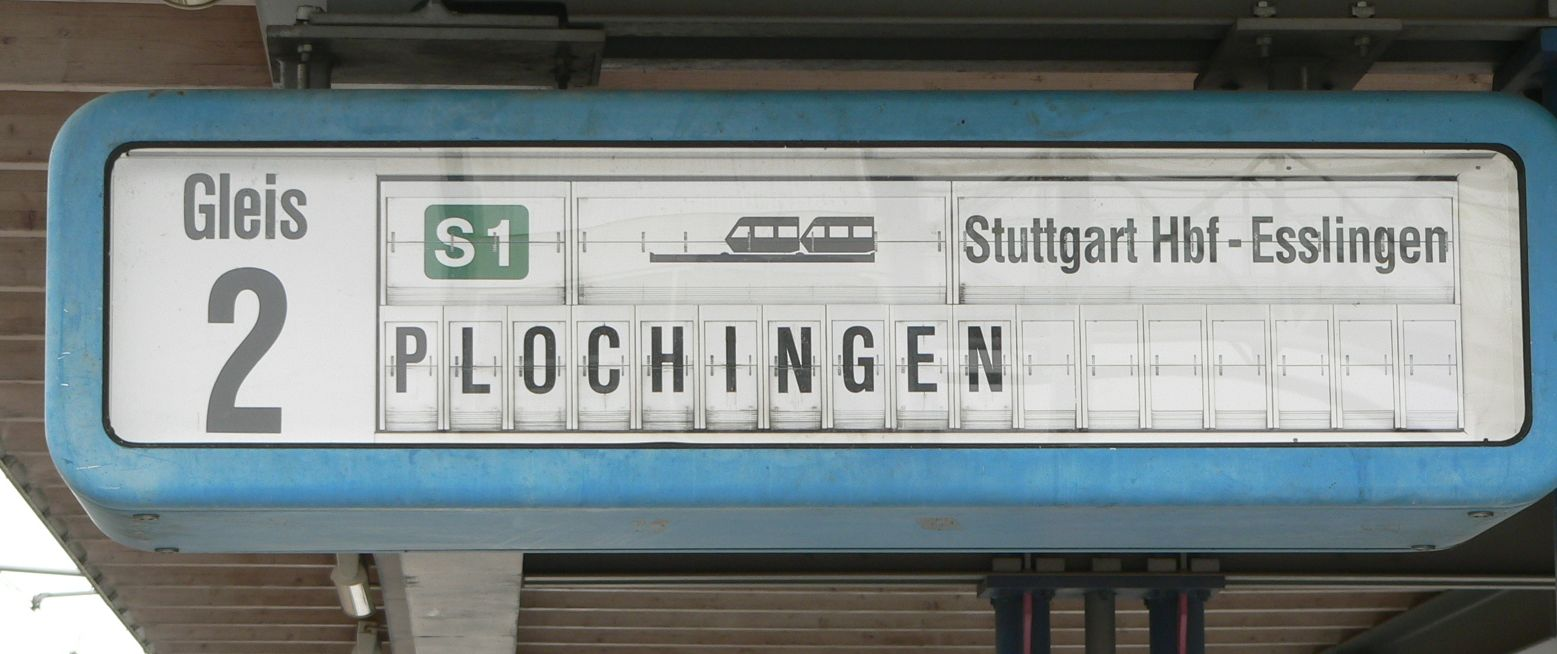
Panneau d'affichage à palettes

- - Afficheur à palettes (Panneau d'information dans les gares et aéroports ou des radio-réveils comme une horloge à palettes)
  - Pastilles (Panneau frontal des nouveaux bus)
  - Volume à base triangulaire, support de 3 publicités (publicité dans les stades)